# Newport (Tipperary)
Newport (irisch An Port Nua, deutsch: „der neue Hafen“) ist eine Kleinstadt (Town) mit 2183 Einwohnern (Stand 2022) im Westen des Countys Tipperary in Irland.

## Lage
Newport liegt am Fluss Mulkear und etwa 16 Kilometer ostnordöstlich von Limerick. Im Norden von Newport liegen die Silvermine Mountains. Durch den Ort führt die R503.

## Geschichte
Newport war als Siedlung Tulach Sheasta bereits weit vor der vornormannischen Zeit, d. h. vor dem beginnenden 12. Jahrhundert, bekannt. Nach der Rückeroberung Irlands wurde Richard Warren Waller in den 1650er Jahren mit dem Cully Castle belehnt. Die zerstörte Ruine wurde zum Castle Waller wieder errichtet. Im späten 17. Jahrhundert erhielt die Siedlung ihren Namen Newport.
1766 wurde die anglikanische Johanniskirche, 1796 die katholische Johanniskirche erbaut. Beide Kirchen existieren nicht mehr. 1862 bis 1863 wurden ein Gerichtshaus und ein Gefängnis (Bridewell) erbaut. Die Bauten werden heute anderweitig genutzt.
1921 und 1922 kam es zu mehreren Gefechten zwischen den Royal Irish Constabulary und der IRA.
1933 wurde die heutige katholische Erlöserkirche erbaut.

## Sehenswürdigkeiten

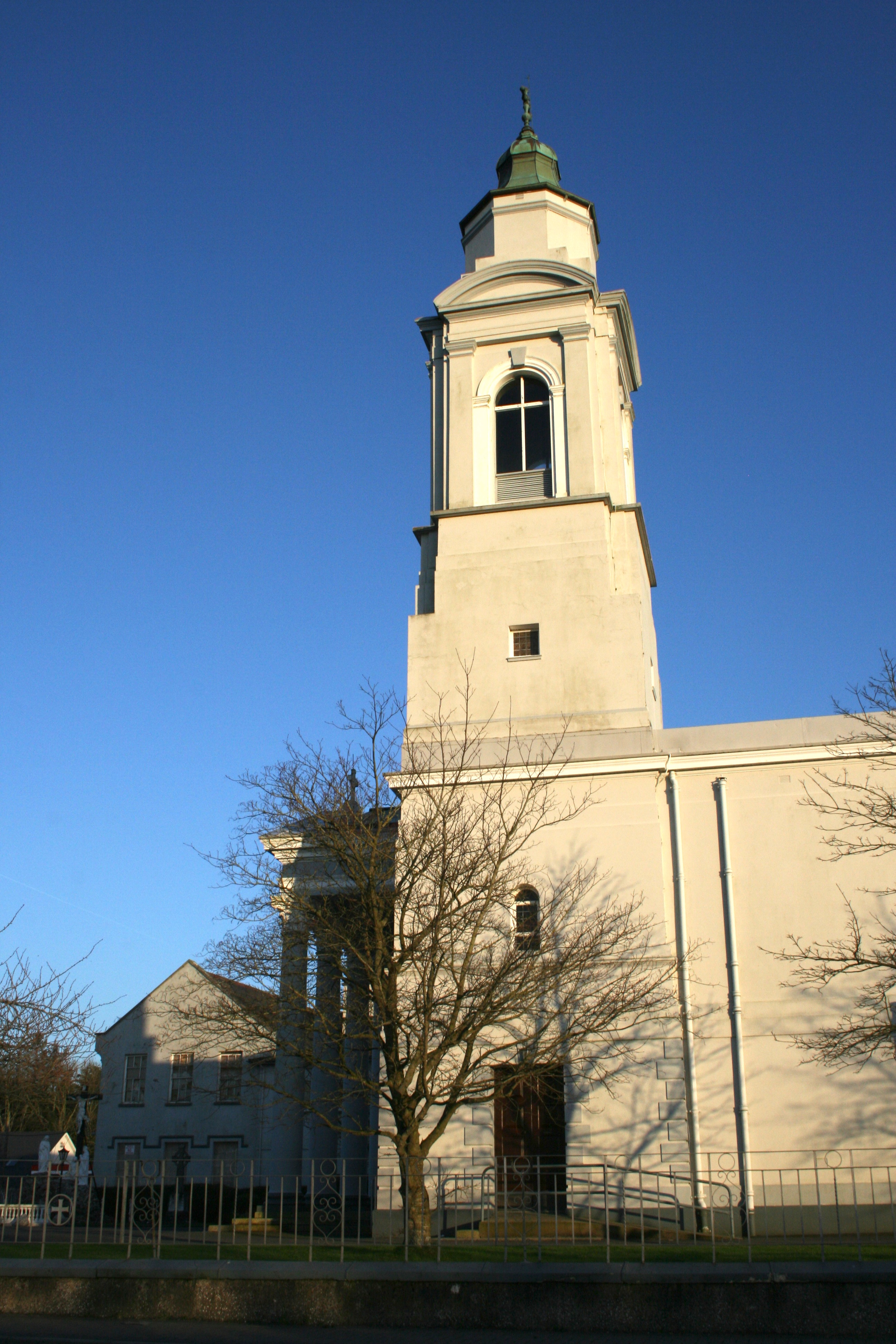
Erlöserkirche

- Erlöserkirche

## Persönlichkeiten
- William Lee (1941–2024), römisch-katholischer Bischof von Waterford und Lismore (1993–2013)
- John J. Collins (* 1946), irisch-US-amerikanischer Bibelwissenschaftler
- Sharlene Mawdsley (* 1998), Leichtathletin, Europameisterin in der 4-mal-400-Meter-Staffel